# Иона (архиепископ Вятский)
Архиепископ Иона (ок. 1635 — 8 (18) октября 1699) — епископ Русской православной церкви, архиепископ Вятский и Великопермский. Иконописец. Местночтимый святой, чудотворец.

## Биография
Отец Ионы, священноинок, схимник, имел имя Александр.
В литературе за архиепископском Ионой закрепилась фамилия Баранов. Но как документально было доказано Н. Е. Завойской, это не соответствует действительности. С большой долей вероятности можно говорить, что он имел фамилию Тугаринов (Тухаринов), поскольку ее носили трое его племянников.
В 1653 году принял монашеский постриг в Калязине Макариево-Троицком монастыре. Был келарем этого монастыря.
В 1654 году в монастыре некоторое время жила царица с семейством, спасавшаяся от эпидемии чумы.
При Ионе в монастыре в 1667 году случился пожар и сгорели церкви, кельи и многие монастырские службы.
В начале 1668 года Иона был переведён в «государево богомолие», в Тихвинский Успенский монастырь, где стал архимандритом.
23 августа 1674 года хиротонисан во епископа Вятского и Великопермского. В Хлынов прибыл 17 января 1675 года.
Занимался сбором книг — им была собрана большая библиотека печатных и рукописных книг. Владыка Иона строго следил за благочинием монашеской жизни. Он отличался строгою и благочестивою жизнью и ревностью к вере.
Уделял большое внимание строительству храмов в Хлынове (Вятке), Слободском и других окрестных городах и монастырях, для чего приглашал призвал московских каменщиков. При нём стали возводить каменные строения.
3 августа 1679 года пожар уничтожил практически весь город Хлынов. Осталось не больше восьми десятков дворов. Сгорели мужской и женский монастыри. Из всех городских храмов уцелела только загородная Всесвятская церковь. В ней приходилось служить по очереди. Владыка Иона дал указание срочно заканчивать при строящемся Свято-Троицком Кафедральном соборе придел во имя Великорецкой иконы св. Николая, который архипастырь лично освятил 1 августа 1679 года.
Царь и патриарх уважали святителя и неоднократно вызывали в Москву на совещания. Из Москвы всегда возвращался с богатыми подарками, церковной утварью. При царе Феодоре Алексеевиче и патриархе Иоакиме ему были пожалованы Преображенский и Вознесенский монастыри с 344 дворами.
12 марта 1682 года возведён в сан архиепископа. В грамоте Патриарха Адриана говорилось, что «усудися епископии вятской бытии архиепископию, яко грады Вятка и Великая Пермь многонародные суть».
К 1690-м годам к строительным работам привлекались уже только вятские мастера, впитавшие всё лучшее у столичных каменщиков. Всего за время служения на Вятке Владыка Иона благословил строительство не менее 22 храмов (не считая монастырей и часовен).
Одним из самых славных деяний Владыки Иона стало прославление преподобного Трифона как святого покровителя Вятской земли и установление чина почитания многих местных святынь.
При строительстве Успенского собора были обретены мощи преподобного Трифона. По завершении строительства 2 августа 1690 года в Успенском монастыре собралось много народа в том числе Вятский воевода Михаил Хилков со служивыми, а также священники, монахи, горожане… Владыка Иона вместе с монашествующими и священством торжественно перенес гроб с мощами Св. Трифона из часовни в Успенский собор, где мощи были положены с северной стороны под спудом.
Владыка Иона принял деятельное участие и в восстановлении Троицо-Стефановской пустыни в селе Ульяново нынешней Республики Коми, основанной Стефаном Пермским. Это место считается последним рубежом, который посетил Стефан с проповедью христианства.
Владыку Иону собирались переместить на Суздальскую кафедру, возведя в сан митрополита. Но архиепископ Иона попросил оставить его на Вятской кафедре, которой он посвятил столько трудов.
Скончался 8 октября 1699 года. Погребен 3 декабря 1699 года в построенном им Свято-Троицком Кафедральном соборе на правой стороне алтаря.
Сразу после смерти Владыки Ионы местные жители свято почитали память своего архипастыря, его имя начинают заносить в синодики вятских храмов и обителей.